# Sebdeniales
Sebdeniales R.D. Withall & G.W. Saunders, 2007  é o nome botânico, segundo o sistema de classificação de Hwan Su Yoon et al. (2006), de uma ordem de algas vermelhas pluricelulares da classe Florideophyceae, subfilo Rhodophytina.

## Táxons inferiores
Família: Sebdeniaceae Kylin, 1932